# Mosa Gaolekwe
Mosa Gaolekwe (sinh ngày 13 tháng 5 năm 1988) là 1 vận động viên cricket người Botswana và hiện đang chơi cho đội tuyển quốc gia của mình.